# Supercoupe de Russie de football 2004
La Supercoupe de Russie de 2004 est la deuxième édition de la Supercoupe de Russie. Ce match de football a lieu le 7 mars 2004 au stade Lokomotiv de Moscou, en Russie.
Elle oppose l'équipe du CSKA Moscou, championne de Russie en 2003, à celle du Spartak Moscou, vainqueur de la Coupe de Russie 2002-2003.
Les règles du match sont les suivantes : la durée de la rencontre est de 90 minutes divisée en deux mi-temps de 45 minutes ; en cas de match nul à l'issue de ce temps réglementaire, deux mi-temps de prolongation d'une durée d'un quart d'heure chacune sont jouées suivi d'une séance de tirs au but si l'égalité persiste à l'issue de la prolongation.
La première mi-temps voit le CSKA prendre l'avantage au score par l'intermédiaire du capitaine Sergueï Semak à la quarantième minute de jeu. Les Spartakistes parviennent cependant à égaliser durant la deuxième période, Dmitri Loskov transformant un pénalty à un quart d'heure de la fin du temps réglementaire. Ne parvenant pas à se départager à l'issue de celle-ci, les deux opposants doivent passer par une prolongation. Aucun but n'est inscrit durant la première période, la deuxième voit cependant le CSKA inscrire deux buts coup-sur-coup par l’intermédiaire des entrants Daniel Carvalho et Dmitri Kiritchenko qui permettent à leur équipe de prendre un avantage de 3 buts à 1. Le score n'évolue plus par la suite, et le CSKA remporte ainsi la première supercoupe de Russie de son histoire.

## Feuille de match
| Titulaires :  |                      |     |
|               |                      |     |
| 30            | Wojciech Kowalewski  |     |
| 5             | Adrian Iencsi        |     |
| 7             | Dušan Petković       |     |
| 18            | Dmytro Parfenov      |     |
| 6             | Goran Trobok         |     |
| 14            | Maksym Kalynychenko  |     |
| 20            | Marcelo Sosa         |     |
| 25            | Alexander Pavlenko   | 77e |
| 31            | Gabriel Tamaş        |     |
| 10            | Roman Pavlioutchenko |     |
| 40            | Aleksandr Samedov    | 96e |
|               |                      |     |
| Remplaçants : |                      |     |
| 23            | Pavel Pogrebniak     | 77e |
| 29            | Igor Mitreski        | 96e |
|               |                      |     |
| Entraîneur :  |                      |     |
| Nevio Scala   |                      |     |

| Titulaires :  |                      |      |
|               |                      |      |
| 35            | Igor Akinfeïev       |      |
| 2             | Deividas Šemberas    |      |
| 4             | Sergueï Ignachevitch |      |
| 6             | Alexeï Bérézoutski   |      |
| 28            | Bohdan Shershun      |      |
| 5             | Sergueï Semak        | 115e |
| 8             | Rolan Goussev        | 84e  |
| 18            | Iouri Jirkov         | 75e  |
| 22            | Ievgueni Aldonine    |      |
| 25            | Elvir Rahimić        |      |
| 9             | Ivica Olić           | 108e |
|               |                      |      |
| Remplaçants : |                      |      |
| 7             | Daniel Carvalho      | 75e  |
| 14            | Dmitri Kiritchenko   | 84e  |
| 20            | Jiří Jarošík         | 108e |
| 3             | Andreï Solomatine    | 115e |
|               |                      |      |
| Entraîneur :  |                      |      |
| Artur Jorge   |                      |      |

| Titulaires :  |                      |     |
|               |                      |     |
| 30            | Wojciech Kowalewski  |     |
| 5             | Adrian Iencsi        |     |
| 7             | Dušan Petković       |     |
| 18            | Dmytro Parfenov      |     |
| 6             | Goran Trobok         |     |
| 14            | Maksym Kalynychenko  |     |
| 20            | Marcelo Sosa         |     |
| 25            | Alexander Pavlenko   | 77e |
| 31            | Gabriel Tamaş        |     |
| 10            | Roman Pavlioutchenko |     |
| 40            | Aleksandr Samedov    | 96e |
|               |                      |     |
| Remplaçants : |                      |     |
| 23            | Pavel Pogrebniak     | 77e |
| 29            | Igor Mitreski        | 96e |
|               |                      |     |
| Entraîneur :  |                      |     |
| Nevio Scala   |                      |     |

| Titulaires :  |                      |      |
|               |                      |      |
| 35            | Igor Akinfeïev       |      |
| 2             | Deividas Šemberas    |      |
| 4             | Sergueï Ignachevitch |      |
| 6             | Alexeï Bérézoutski   |      |
| 28            | Bohdan Shershun      |      |
| 5             | Sergueï Semak        | 115e |
| 8             | Rolan Goussev        | 84e  |
| 18            | Iouri Jirkov         | 75e  |
| 22            | Ievgueni Aldonine    |      |
| 25            | Elvir Rahimić        |      |
| 9             | Ivica Olić           | 108e |
|               |                      |      |
| Remplaçants : |                      |      |
| 7             | Daniel Carvalho      | 75e  |
| 14            | Dmitri Kiritchenko   | 84e  |
| 20            | Jiří Jarošík         | 108e |
| 3             | Andreï Solomatine    | 115e |
|               |                      |      |
| Entraîneur :  |                      |      |
| Artur Jorge   |                      |      |